# خبره (هنر)

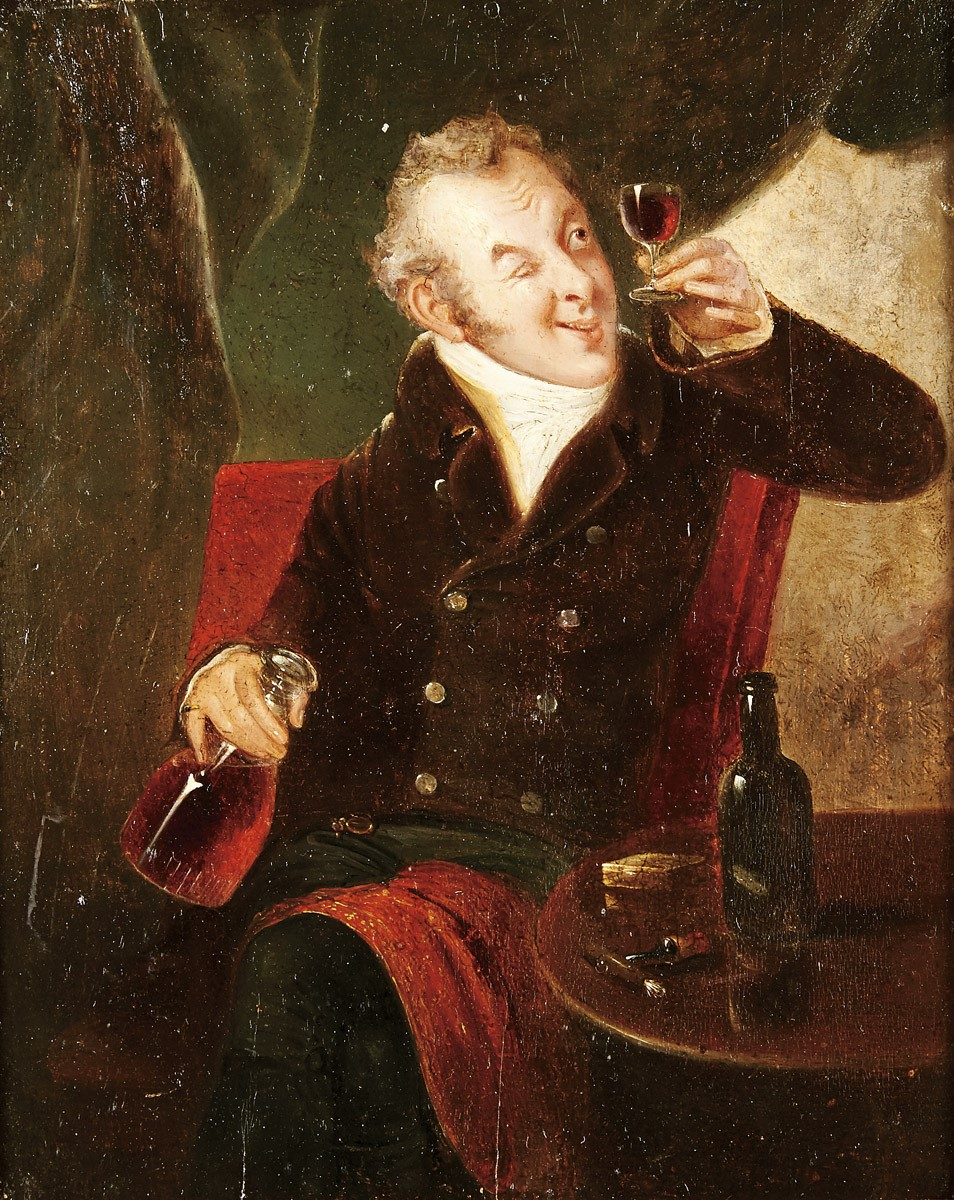
«آزمایش شراب»، مکتب انگلیسی، قرن ۱۹ میلادی

خبره‌ (به فرانسوی: Connaisseur) (سنتی فرانسوی، پیش از ۱۸۳۵ میلادی، املاء connaisseur، از connoistre فرانسوی-میانه، سپس connaître به معنی: "آشنایی با" یا "شناخت کسی/چیزی") فردی است که دانش زیادی دربارۀ هنرهای زیبا دارد؛ کسی که قدردان خوان، شراب‌های خوب و سایر محصولات لذیذ است؛ یا اینکه در مسائل سلیقه‌ای قاضی خبره‌ای است. در بسیاری از زمینه‌ها، این اصطلاح اکنون حالتی تظاهر‌آمیز دارد و ممکن است به معنایی کنایی به کار رود. با این حال، در تجارت هنر، خبره بودن متخصص به عنوان یک مهارت حیاتی برای شناسایی و انتساب آثار به هنرمندان منفرد بر اساس سبک و تکنیک، جایی که شواهد مستندی از منشاء وجود ندارد، باقی می‌ماند. وضعیت در تجارت شراب نیز مشابه است، به عنوان مثال در ارزیابی عوامل بالقوۀ کهنگی در شراب تازه از طریق مزه کردن شراب.

## خبره‌گی در هنر
«توانایی گفتن تقریباً به طور غریزی که چه کسی یک تصویر را نقاشی کرده‌ است … به عنوان خبره تعریف می‌شود». خبره‌ها آثار هنری را بر اساس تجربۀ خود از سبک و تکنیک هنرمندان ارزیابی می‌کنند. قضاوت از طریق شهود ضروری است، اما باید مبتنی بر درک کامل خود اثر باشد. بر اساس شواهد تجربی، اصلاح ادراک در مورد تکنیک و فرم، و یک روش منضبط تجزیه و تحلیل، مسئولیت خبره انتساب مؤلف، تأیید اعتبار و ارزیابی کیفیت است. این یافته‌ها برای ارزش‌گذاری آثار بسیار مهم هستند و می‌توانند در فهرستی از آثار یک هنرمند یا یک مکتب جمع‌آوری و سازماندهی شوند.
اروین پانوفسکی در کتاب خود «معنی در هنرهای تجسمی» (۱۹۵۵)، تفاوت بین یک خبره و یک مورخ هنر را توضیح می‌دهد: «خبره را می‌توان به‌ عنوان یک مورخ هنر صریح و مورخ هنر را به‌ عنوان یک خبرۀ پر حرف تعریف کرد.»
دلال آثار هنری انگلیسی و مورخ هنر، فیلیپ مولد، می‌گوید: «این در مورد توجه به چیزهایی است که ویژگی‌های خاص هنرمندان درگیر را دارد، در مقابل ویژگی‌های عمومی آن دوران». او به اهمیت شرایط و درک آنچه که هنرمند در اصل نقاشی کرده‌ است (بر خلاف آنچه که اکنون نقاشی به نظر می‌رسد) اشاره می‌کند. همکار او، بندور گروسونور، عقیده دارد که دانش با دیدن نقاشی‌ها آموخته می‌شود و نمی‌توان در کلاس درس آموزش داد. او معتقد است که در دنیایِ تاریخ هنر از مُد افتاده‌ است و در نتیجه فعالیت‌هایی مانند تولید کاتالوگ رزونه از سوی نهاد تاریخ هنر کم ارزش شده‌ است. سوتلانا آلپرز نظر مورخان هنر را تأیید می‌کند که شناسایی سبک فردی در آثار «اساساً به گروهی از متخصصان در این زمینه که به عنوان خبره شناخته می‌شوند، اختصاص داده شده‌ است». با این وجود، تحصیلات کریستیز مدرک کارشناسی ارشد در تاریخ هنر و بازار هنر ارائه می‌دهد که شامل یک سمینار دربارۀ خبره‌گی است. این «مهارت‌های حیاتی مورد نیاز برای نگاه کردن به هنر، نوشتن در مورد هنر، تحقیق و ارزیابی آثار، از جمله لمس و مشاهدۀ اشیاء هنری و بازدید از استودیوهای هنرمندان، آزمایشگاه‌های حفاظت و موزه‌ها» را پوشش می‌دهد.